# Hopianulkki
Hopianulkki är en kulle i Finland. Den ligger i Rovaniemi i landskapet Lappland, i den norra delen av landet, 700 km norr om huvudstaden Helsingfors. Toppen på Hopianulkki är 350 meter över havet.
Terrängen runt Hopianulkki är platt åt nordost, men åt sydväst är den kuperad. Runt Hopianulkki är det mycket glesbefolkat, med 2 invånare per kvadratkilometer.